# Love on the Run
Love on the Run (bra: Do Amor Ninguém Foge) é um filme estadunidense de 1936, do gênero comédia romântica maluca, dirigido por W. S. Van Dyke, estrelado por Joan Crawford e Clark Gable, e co-estrelado por Franchot Tone e Reginald Owen. O roteiro de John Lee Mahin, Manuel Seff e Gladys Hurlbut foi baseado no conto "Beauty and the Beat" (1936), de Alan Green e Julian Brodie.
A trama foca na história de correspondentes de jornais rivais designados para cobrir o casamento de uma socialite. Este foi o sétimo dos oito filmes que Crawford e Gable co-estrelaram juntos, e o sexto dos sete que ela co-estrelou com Tone. Na época de seu lançamento, o filme foi chamado de "um monte de bobagens alegres" pelos críticos, mas mesmo assim foi um grande sucesso financeiro.

## Sinopse
Em Londres, os correspondentes de jornais rivais estadunidenses Michael "Mike" Anthony (Clark Gable) e Barnabas "Barney" Pells (Franchot Tone) tentam determinar quem vai cobrir um casamento e quem vai fazer uma entrevista. Mike consegue cobrir o casamento da milionária Sally Parker (Joan Crawford) com o Príncipe Igor (Ivan Lebedeff), enquanto Barney fica com a tarefa de entrevistar o aviador Barão Otto Spandermann (Reginald Owen) e sua esposa, a Baronesa Hilda (Mona Barrie).
Quando Mike vê Sally saindo correndo da igreja e fugindo de seu casamento, ele a segue, na esperança de conseguir um bom furo. Sally, embora desconheça o verdadeiro ofício de Michael, aceita sua ajuda para fugir. Juntos, os dois roubam um avião e começam a ser perseguidos pelos aviadores, que eles logo descobrem ser espiões disfarçados. Para complicar ainda mais, Barney descobre os ocorridos e, com vontade de dar a notícia sobre os acontecimentos em primeira mão, também começa a tentar localizá-los.

## Elenco
- Joan Crawford como Sally Parker
- Clark Gable como Michael "Mike" Anthony
- Franchot Tone como Barnabas W. "Barney" Pells
- Reginald Owen como Barão Otto Spandermann
- Mona Barrie como Baronesa Hilda Spandermann
- Ivan Lebedeff como Príncipe Igor
- Charles Judels como Tenente da Polícia
- William Demarest como Editor Lees Berger
- Donald Meek como Zelador do Palácio Fontainebleau
- Billy Gilbert como Maitre d' (não-creditado)
- Harry Allen como Motorista (não-creditado)

## Produção
Um Lockheed Model 10 "Electra" aparece em destaque como a aeronave roubada do aeroporto. O avião foi fornecido pelo piloto "dublê" de Hollywood, Albert Paul Mantz, que atuou como coordenador aéreo para a breve sequência. Mockups da cabine de pilotagem e modelos em escala foram empregados para outras cenas que envolviam a aeronave. Era precisamente o mesmo avião pilotado mais tarde pela amiga de Mantz, Amelia Earhart, que desapareceu em sua última expedição pelo mundo no ano seguinte.
Procurando usufruir do sucesso que o gênero comédia maluca estava fazendo, a MGM decidiu unir mais uma vez suas duas estrelas de maior bilheteria na época, Crawford e Gable. A fotografia principal da produção ocorreu de 19 de agosto a 15 de setembro de 1936.

## Recepção
Em sua crítica do filme, Howard Barnes, do New York Herald Tribune, escreveu: "Muitas bobagens alegres foram amarradas juntas ... uma narrativa fantástica e insubstancial, com o resultado que é quase continuamente divertido e frequentemente hilário ... Srta. Crawford, de olhos grandes e cabelos esvoaçantes, apresenta uma atuação surpreendentemente volátil e divertida como a herdeira". John T. McManus, em sua crítica para o The New York Times, no entanto, chamou-o de "um item cinematográfico ligeiramente tolo sem absolutamente nenhuma importância". A Variety escreveu que a produção estava "cheia de situações ridículas" e sofria de "desenvolvimento sinuoso da história, algumas misturas desleixadas de diálogo e vários momentos enfadonhos". John Mosher, em sua crítica para o The New Yorker, escreveu: "Todos trabalham muito em Love on the Run, mas só conseguem parecer lamentáveis".
Em uma crítica posterior, o crítico e historiador de cinema Leonard Maltin descartou o filme como algo derivado, e comentou: "Esta variação obsoleta de It Happened One Night depende exclusivamente de seu poder estelar".

### Bilheteria
De acordo com os registros da Metro-Goldwyn-Mayer, o filme arrecadou US$ 1.141.000 nacionalmente e US$ 721.000 no exterior, totalizando US$ 1.862.000 mundialmente. O retorno lucrativo da produção foi de US$ 1.284.000.